# Marvel Team-Up
Marvel Team-Up (рус. Марвел Команда; дословно Марвел Объединение) — серия комиксов о различных супергероях, которая издавалась Marvel Comics с 1972 по 1985 год, с 1995 по 1997 (под названием Spider-Man Team-Up (рус. Команда Человека-паука), с 1997 по 1998 (Vol.2) и с 2005 по 2006 (Vol.3).

## История

### Volume 1
Оригинальная серия комиксов издавалась с 1972 года и была закрыта в 1985 году. Всего вышло 150 выпусков. В каждом комиксе появлялось, как минимум, два супергероя вселенной Marvel, которые объединялись в команду для достижения единой цели. Одним из самых часто появляющихся героев был Человек-паук, который появился в 141 выпуске из 150. После закрытия серии она была заменена на другой комикс о Человеке-пауке — Web of Spider-Man (рус. Паутина Человека-паука).

### Spider-Man Team-Up
C 1995 по 1997 годы производство комикса вновь было возобновлено. На этот раз он стал выходить раз в три месяца и, что следует из названия, главным персонажем всех выпусков неизменно оставался Человек-паук.

### Volume 2
На смену Spider-Man Team-Up пришла перезапущенная серия комиксов Marvel Team-Up. Volume 2 выходил с 1997 года по 1998, всего вышло 11 выпусков. Главным героем вновь был Человек-паук, но, начиная с 8 выпуска, его место занял Нэмор.

### Volume 3
Третья серия Marvel Team-Up начала выпускаться с 2005 года и была закрыта в 2006, всего вышло 25 выпусков. В комиксах вновь часто присутствовал Человек-паук, но также акцент комиксов был часто смещён в сторону малоизвестных персонажей Marvel.